# Mágenheim Ádám
Mágenheim Ádám a Szomszédok című sorozat egyik főszereplője, a Lantos utca lakója. Megszemélyesítője Kulka János. Már az első részben feltűnik, és ekkor tudjuk meg róla, hogy mentős, már az első részben is életet ment. Már a második részben beszerelik hozzá a telefont. Kulka János ebben a szerepében feltűnik a 2020-as Egyszer volt Budán Bödör Gáspár című sorozat egy részében is.

## A család
Felesége Juli, akivel ugyanott nevelkedett, mivel Az 1956-os forradalom során meghaltak a szülei, így Juli anyja Etus nevelte fel őt is. 
Julival 2 lányuk van: Julcsi a nagyobbik, már iskolás a sorozat kezdetekor, Flóra 1988-ban születik. Ádám leginkább őmiatta maradt, és nem vállalt el egy jemeni kiküldetést, amikor megtudta, hogy Juli gyermeket vár.
Kapcsolata sokkal jobb lányával Julcsival, mint Julinak. Egymással sokkal több dolgot beszélnek meg, mint Julcsi és Juli. Bár többször próbálják elcsábítani, komolyan sohasem csalja meg Julit, pedig az újgazdag Klarissza valamint még a sorozat elején a öngyilkosságtól megmentett építész lány, Karakas Ágnes is esélyt adott volna erre.
Ádám kapcsolata nagyon jó mindenkivel, ő a „nagy fehér orvos”, aki sohasem fogad el pénzt a betegektől. A sorozat közben Klarisszáék magánklinikáján is dolgozik, így javítva a család pénzügyi helyzetét.

## A hivatás
Francia nyelvtudása magas szintű, ezért többször repül külföldre a betegekért, többek között Svájcba is.
Ádám szakmailag is kiváló, mentős és sebész, és teljes mértékben tartja magát esküjéhez, semmilyen információt nem ad ki a betegekről, még akkor sem, mikor Juli kérdezi őt, hogy mi történt Klarisszáék garázsában.
Egészségesen él, a sorozat elején fut, később már nem, viszont rendszeresen jár az uszodába.
Bár magánrendelőben is dolgozik, sohasem hagyja ott a mentősöket, ez a szenvedélye, és nem érdekli ennek anyagi hátulütője sem.
Nem törekszik hatalomra, ezt többször is kijelenti, éppen ezért nem vállal el semmilyen felsőbb vezetői pozíciót, bár többször is kérik, nyelvtudása valamint tapasztalata alapján.